# Basodinohütte
Die Basodinohütte (italienisch Capanna Basòdino CAS) ist eine Berghütte der Sektion Locarno des Schweizer Alpen-Clubs (SAC). Die Hütte ist nach dem Basòdino benannt.

## Hütte
Die Hütte befindet sich einer Höhe von 1856 m ü. M. auf der Alp Robiei zuhinterst im Bavonatal und 15 Minuten unterhalb der Bergstation der Kraftwerk- und Touristenseilbahn San Carlo – Robièi.
Das Steinhaus wurde auf einer Terrasse am Rande der Alp Robièi errichtet und 1927 eingeweiht. Umbauten erfolgten 1975, 1992 und 2002. Die Hütte verfügt über 58 Schlafplätze in sechs Zimmern.
Die Gegend um die Capanna Basòdino ist ein Wander-, Touren- und Klettergebiet für alle Altersklassen sowie für Botaniker, Geologen und Strahler. Die Seen in der Gegend sind Speicherbecken der Maggia Kraftwerke.

## Zustiege im Sommer
Im Winter ist der Zustieg aus dem Val Bavona wegen Lawinengefahr nicht möglich. Die meisten Zustiege sind im Winter mit Vorsicht zu begehen, einzelne sind gesperrt*.

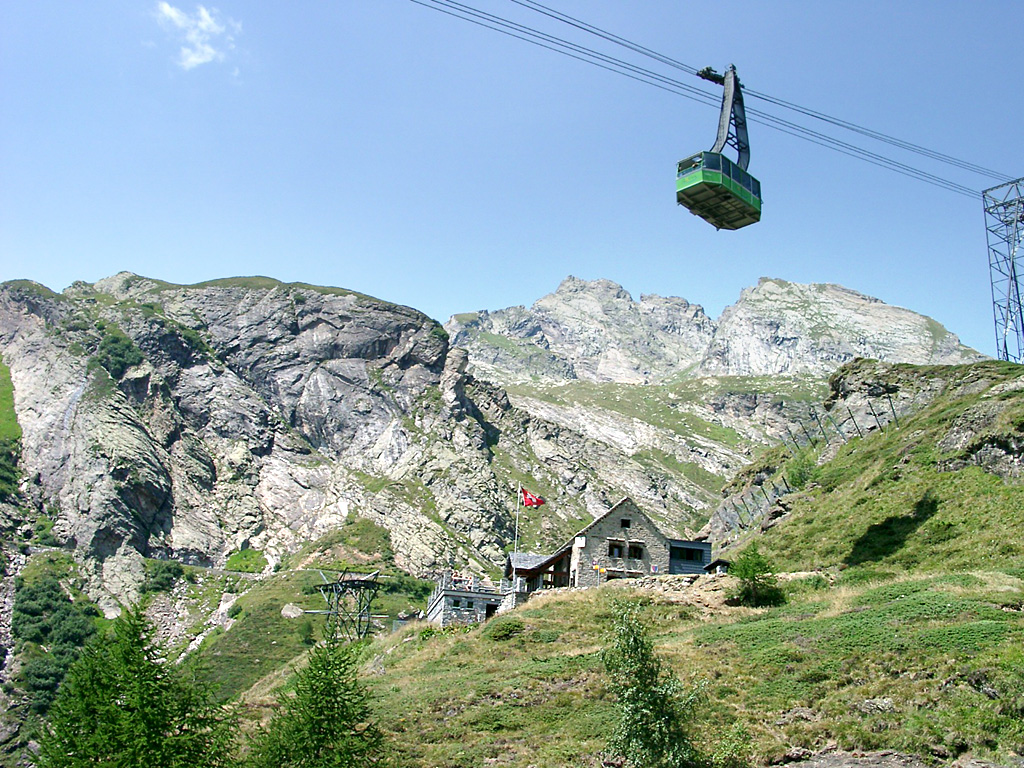
Basodinohütte mit Seilbahn

- Mit der Luftseilbahn von San Carlo (Val Bavona) – Robièi (kein Winterbetrieb) in 15 Minuten zu Fuss bis zur Hütte. San Carlo ist im Sommer mit den öffentlichen Verkehrsmitteln oder mit dem Auto in einer Stunde ab Locarno erreichbar.
- Von San Carlo in 3 Stunden (Schwierigkeitsgrad T2*)
- Cristallinahütte via Cortino in rund 2 Stunden (T3)
- Cristallinahütte via Lago Naret in rund 5 ½ Stunden (T3)
- Cristallinahütte via Lago Nero in 3 Stunden (T3)
- Rifugio Maria Luisa CAI (Formazzatal, Italien) über die Bocchetta di Val Maggia (2635 m) via Randinascia (2156 m) (T3)
- Rifugio Maria Luisa CAI über die Bochetta Val Maggia  via Lago dei Matörgn - Arzo in 4 Stunden (T3)
- Rifugio Poncione di Braga via Lago di Froda in 4 Stunden (T3)
- Rifugio Poncione di Braga via Alpe Zöta in 4 Stunden (T3*)
- Capanna Corno Gries via Randindascia in 6 Stunden (T3*)
- Capanna Corno Gries via Grandinagia in 6 Stunden (T3*)
- All’Acqua via Randindascia in 6 Stunden (T3)
- All’Acqua via Grandinagia in 6 Stunden (T3)

## Alpine Rundtouren (Giro)
Im Winter gesperrt*.
- Rundwanderung um den Poncione di Braga (2864 m) in 8 Stunden (T4*)
- Gletscherpfad Basòdino in 4 ½ Stunden (T3*)
- Rundwanderung Seen (Laghi) Nero – Sfundau – Cavagnöö in 5 Stunden (T3*)
- Cristallina Rundwanderung in 8 ½ Stunden (T3)
- Rundwanderung um den Pizzo del Giacccaio di Sasso Nero (2842 m) in 9 Stunden (T3)
- Seenrundwanderung Laghi Robiei – Cavagnöö – Matörn in 6 Stunden (T4*)
- Seerundwanderung Lago Matörn – Randinascia in 4 ½ Stunden (T3)

## Spaziergänge mit Kinderwagen
- Lago del Zött 45 Minuten (T1)
- Lago Cavagnöö 2 ¼ Stunden (T1)
- Lago Bianco 1 ½ Stunden (T1)

## Gipfel im Sommer und Winter
- Basòdino (3272 m) in 6 Stunden zum Gipfel (T4)
- Pizzo Cavergno (3223 m) in 6 Stunden zum Gipfel (T4)
- Pizzo Fiorina (2924 m) in 4 Stunden (T4)
- Pizzo dell'Arzo (2755 m) in 5 Stunden (T4, im Sommer schwierig)
- Marchhorn (2962 m) in 5 Stunden (T4)
- Cristallina (2912 m) in 4 Stunden (T4)
- Poncione di Praga (2864 m) in 4 Stunden (T3)

## Klettern
- In der Nähe der Hütte gibt es Klettergärten.[4]